# 泰安温泉
座標: 北緯24度28分19秒 東経120度58分37秒 / 北緯24.4719440度 東経120.9769444度

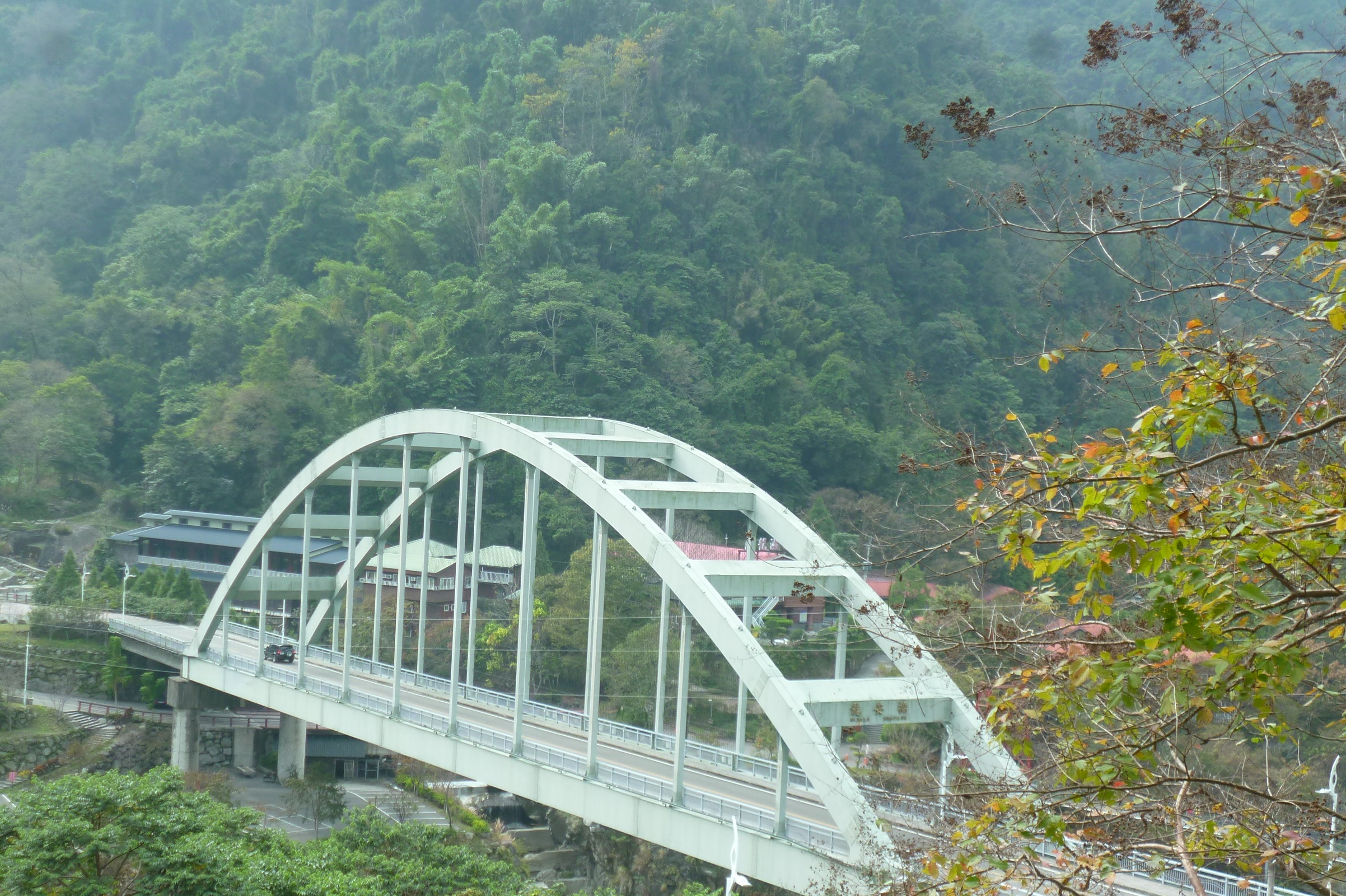
騰龍温泉山荘と鳥尾山龍安橋

泰安温泉（たいあんおんせん tàiān wēnquán）は台湾苗栗県泰安郷錦瑞村にある温泉。
泰安温泉は汶水渓流域にある3つの温泉の総称で、個別には汶水溪上流にあり最も早くから開けた温泉を上島温泉、そこから少し下流に降りたところにある温泉を騰龍温泉、騰龍温泉からさらに下流を3.8km下ったところにある温泉を虎山温泉と呼ぶ。　

## 歴史
泰安温泉は1908年に当地に住むタイヤル族の酋長が発見したと伝わる。
1909年4月28日に台湾日日新報の報道によると、当時の苗栗庁の庁長家永泰吉郎によって上島温泉と命名された。
温泉の開発は1910年に始まり、1911年には警察の療養所（現在の警光山荘（中国語: 台灣警光山莊列表））が設けられた。

## 泉質
透明で飲用可能。泉温は約48℃、ph約7.5で炭酸水素イオン82ppmとナトリウムイオン63.3ppmを含む中性の炭酸水素塩泉。

### 書籍
- 鈴木浩大『湯けむり台湾紀行』まどか出版、2007年5月。ISBN 978-4-94-423535-3。
- 旅名人編集室『旅名人ブックス103 台湾の温泉＆スパ』日経BP企画、2008年3月。ISBN 978-4-86-130332-6。
- 宋聖榮、劉佳玖『台湾地理百科23 台湾的温泉』遠足文化、2007年5月。ISBN 978-9-57-280317-2。
- 陳柏淳『台湾秘境温泉』創意市集出版、2015年11月。ISBN 978-9-86-575199-9。

### web
- TAIPEI NAVI (2015年6月18日). “泰安温泉(苗栗県)”.   TAIPEI NAVI. 2017年5月24日閲覧。